# Blastfighter, l'exécuteur
Pour plus de détails, voir Fiche technique et Distribution.
Blastfighter, l'exécuteur (Blastfighter) est un film d'action italo-français réalisé par Lamberto Bava et sorti en 1984.

## Synopsis
L'ex-flic Tiger Shark est libéré de prison après avoir purgé une peine de dix ans pour le meurtre du détraqué qui a tué sa femme. Il est accueilli par son vieil ami Jerry  qui lui fait cadeau d'un fusil SPAS-12 afin de se venger de l'avocat véreux responsable de sa condamnation. Cependant, Jake décide à la dernière minute de retourner dans sa cabane isolée dans la nature sauvage des Appalaches en Géorgie et d'enterrer son arme dans le plancher. Les choses se compliquent lorsqu'un groupe de braconniers s'en prend à lui et tue son bébé cerf. Jake se rend au bureau de l'herboriste chinois auquel les chasseurs vendaient des produits et le démolit. 
La bande est dirigée par le jeune frère d'un ancien collègue de Tiger, Tom, qui était autrefois son meilleur ami. Lors d'une furieuse bagarre entre Tiger et certains membres du gang, c'est l'intervention de son ancien ami qui met temporairement fin aux hostilités. Tiger se plaint du carnage que font les hommes de son frère, lui rappelant que même lorsqu'ils étaient tous deux dans l'armée, un tel carnage n'avait jamais été perpétré. Pendant ce temps, Tiger est rejoint dans la forêt par sa fille adorée Connie, qu'il n'a pas vue depuis de nombreuses années, et son fiancé.
La bande de braconniers, dans un crescendo de violence, commence à s'en prendre aux proches de Tiger et, en quelques jours, tue d'abord son ami, puis le petit ami de sa fille et enfin sa propre fille, après avoir tenté de la violer. Le meurtre de sa fille décide Tiger à employer la violence. Il commence à se venger en tuant un par un les membres de la bande de braconniers, d'abord avec un poignard, puis avec son SPAS-12, avec laquelle il massacre littéralement ses adversaires.
Tiger affronte finalement Tom, qui était présent au moment de la mort de sa fille. Dans un vibrant duel final avec chacun une seule balle dans le barillet, Tiger prend le dessus, mais décide de manière inattendue d'épargner sa vie. Il l'emmène avec lui dans la voiture et finalement les deux partent ensemble, avec le coffre rempli de cadavres.

## Fiche technique
- Titre français : Blastfighter, l'exécuteur[1],[2]
- Titre québécois : L'exécuteur exterminateur
- Titre original : Blastfighter[3]
- Réalisation : Lamberto Bava (sous le nom de « John Old Jr. »)
- Scénario : Massimo De Rita (sous le nom de « Max Von Ryt »), Luca De Rita (sous le nom de « Luca Von Ryt »), d'après une histoire de Morando Morandini jr. (sous le nom de « Morand McMorand ») et Francesco Costa (sous le nom de « Frank Costa »)[3]
- Photographie : Gianlorenzo Battaglia (sous le nom de « Lawrence Bannon »)[3]
- Montage : Roberto Sterbini (sous le nom de « Bob Wheeler »)[3]
- Musique : Guido et Maurizio De Angelis (sous le nom de « Andrew Barrimore »)[3]
- Effets spéciaux : Roberto Sterbini, Sotir Gijka, Paolo Ricci (sous le nom de « Paul Callard »)
- Décors : Ray Cliver
- Costumes : Samantha Grace Blair[3]
- Production : Luciano Martino, Felice Colaiacomo, Franco Poccioni
- Sociétés de production : National Cinematografica, Dania Film, Medusa Film, Les Films Jacques Leitienne
- Pays de production :  France,  Italie
- Langues originales : anglais, français, italien
- Format : Couleur - 1,85:1 - Son mono - 35 mm
- Durée : 91 minutes (1 h 31)
- Genre : action
- Dates de sortie :
  - Italie : 25 juillet 1984
  - France : 14 novembre 1984
- Interdit aux moins de 16 ans (Violence et Viol)

## Distribution
- Michael Sopkiw (en) : Jake Tiger Shark
- Luigi Montefiori (sous le nom de « George Eastman ») : Tom
- Valentina Forte (sous le nom de « Valerie Blake ») : Connie
- Stefano Mingardo (it) (sous le nom de « Mike Miller ») : Wally
- Ottaviano dell'Acqua (sous le nom de « Richard Raymond ») : Matt

## Production
Blastfighter, l'exécuteur devait initialement être un film réalisé par Lucio Fulci et scénarisé par Dardano Sacchetti pour faire suite à 2072, les mercenaires du futur. Sacchetti a expliqué plus tard que Fulci s'était disputé avec les producteurs, ce qui a conduit à un règlement au tribunal. Le film avait déjà été vendu sans que le scénario prévu à l'origine puisse être utilisé, si bien que le Blastfighter de Lamberto Bava ne conserve que le titre de la production originale de Fulci.

## Accueil critique
D'après Nanarland, ce film d'action, énième épigone de Rambo, parvient à combler les amateurs de films d'autodéfense : « Le spectateur aura compris dés le début du film que Tiger Shark, faut pas lui casser les burnes, et qu’il va s’empresser de faire un deuxième trou du cul à ces mécréants imbibés de Heineken grâce à son fusil dernier modèle ».